# 9977 Kentakunimoto
9977 Kentakunimoto este o planetă minoră (asteroid) din centura de asteroizi. A fost descoperită pe 2 ianuarie 1994 la Observatorul Ōizumi de Takao Kobayashi. 
Obiectul prezintă o orbită caracterizată de o semiaxă mare de 2,9354959 UAi, o excentricitate de 0,07, o înclinație de 2,75302 ° în raport cu ecliptica.